# 東武ED4010形電気機関車
東武ED4010形電気機関車（とうぶED4010がたでんききかんしゃ）は、東武鉄道が所有していた電気機関車。本項では、ほぼ同仕様のED4020形電気機関車についても記す。

## 概要
ED4010形はED4011・ED4012の2両、ED4020形はED4021・ED4022の2両。いずれも戦中から戦後にかけて東京芝浦電気（現在の東芝）が製造した、上面が前傾した平面のボンネットを持つ凸形車体を持つ電気機関車、いわゆる「東芝標準型」・「東芝戦時型」の一つである。
東武鉄道は、貨物列車の牽引には長らく蒸気機関車を使用しており、電気機関車は1930年2月に注文流れの車両がわずか1両入線したのみであった。
ED4010形は元々戦時中に海南島で使用する目的で1945年に製造された凸形電機で、日の丸などが描かれていたといわれていた。終戦により不要となり、東武へ注文流れとして1946年にED40形（ED403・ED404）として入線したものである。
一方、ED4020形は1947年から製造されたED45形（ED450・ED451）で、自重と歯車比が異なり車体幅が若干狭いといった相違がある。1951年にコンプレッサーの搭載と車番変更（ED451・ED452）が行われている。
1955年に改番が行われ、ED40形はED4010形に、ED45形はED4020形に変更された。

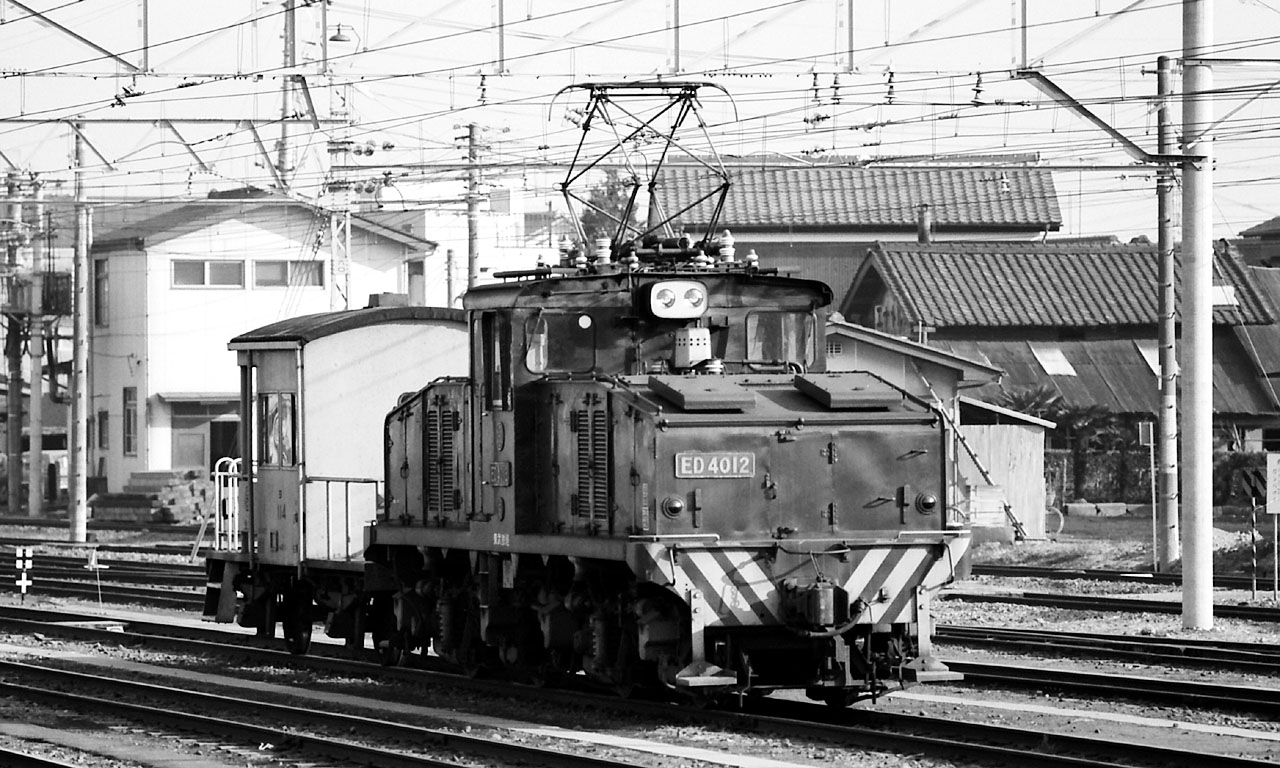
入換作業中のED4010型

## 特徴
中央に乗務員室のある凸形電機で、運転は横向きで行う。入線後、1961年に板台枠台車からウィングバネ式台車への交換、その後電気機器の更新や前照灯のシールドビーム化などの改造をしている。
外観はパンタグラフが乗務員室上に一つ載っている。塗装は茶色で、正面連結器面にはゼブラ塗装が施されている。
現場では、「カニ」と呼ばれていた。

## 運用
新型電気機関車の増備に伴い、貨物駅などでの入れ替えが主な運用だった。なお全車が東武本線で運用されていた。

## 廃車
ED4012が1986年6月27日、ED4011・ED4022は1982年11月18日、ED4021は1984年3月30日に廃車となった。ED4011とED4021は宣伝用として個人に譲渡された。

### 廃車後の杉戸工場留置車の動向
ED4012については廃車後も杉戸工場内に留置され、一時東武動物公園への保存が噂されたことがある。杉戸工場構内には、ヨ101形が2両、熊谷線廃線時に廃車になったキハ2001も留置されており、長期に渡り雨ざらし状態で留置されていた。
また、当時隣接する杉戸倉庫の引き込み線にも廃車となった7800系1編成2両、旧6000系の浅草方先頭車2両、荷電、ED5015、7300系、ワラ1形などが長期間に渡り雨ざらし状態のまま留置されていた。
これらの車両は、1988年3月中に整理が行われ、ED5015は整備の上で東武博物館へ、また残りは解体処分や倉庫の建物内への収容などが行われている。この時点で建物内へ収容されたのは以下のとおりである。
- ED4012
- 荷電（車号は不明）
- キハ2001
- 旧6000系先頭車1両
- 7800系の浅草方先頭車

また7800系日光方先頭車と旧6000系（仮台車に載せ替えた）は、倉庫の片隅に留置された。この2両は、当初博物館への展示が予定されていたが、中止となったため、そのまま留置となっている。
その後、1720系先頭車と5700系を杉戸倉庫で保管することになった際、ED4012は外へ出されてしまい、雨ざらし状態だった7800系と旧6000系とともに解体となってしまった。
なお、他の収容されていた車両については不明である。

## 主要諸元
ED4010形の諸元を示す。
- 全長：11,050mm
- 全幅：2,744mm
- 全高：4,100mm
- 重量：45.0t
- 電気方式：直流1500V（架空電車線方式）
- 軸配置：B-B
- 台車形式：FS29
- 主電動機：SE150形×4基
- 歯車比：17:79＝1:4.65
- 1時間定格出力：440kW
- 1時間定格引張力：6480kg
- 1時間定格速度：21.5km/h
- 最高運転速度：
- 動力伝達方式：1段歯車減速、吊り掛け式
- 制御方式：抵抗制御、直並列2段組合せ制御
- 制御装置：電磁空気単位スイッチ式
- ブレーキ方式：EL14A空気ブレーキ､手動ブレーキ